# ملداوا ناد بدوو
ملداوا ناد بدوو (به مجاری: Szepsi) یک شهرک در اسلواکی با جمعیت ۱۱٬۰۸۶ نفر است که در Košice-okolie District واقع شده‌است.